# Turbulence - La paura è nell'aria
Turbulence - La paura è nell'aria (Turbulence) è un film del 1997 diretto da Robert Butler.

## Trama
Ryan Weaver, un serial killer e ladro, anche noto come lo "strangolatore di cuori solitari", viene arrestato a New York, nonostante ritenga di essere innocente. Anche se il colonnello Aldo Hines a un certo punto ha infranto il protocollo durante l'arresto (cosa che in seguito ha fatto infuriare Weaver), le autorità hanno prove sufficienti per far trasportare Weaver a Los Angeles per affrontare il processo. Lui sta per essere scortato da 4 agenti sul volo TransContinental 47, assieme ad un altro criminale di nome Stubbs. Anche se è la vigilia di Natale, l'aereo è quasi vuoto, con solo 11 persone a bordo. Durante il volo, Stubbs si libera in bagno e inizia una sparatoria coi poliziotti. Un proiettile vagante sparato dall'arma laterale di uno degli sceriffi fa un buco nella fusoliera, innescando istantaneamente una decompressione incontrollata prima che il buco venga sigillato con una valigetta. In mezzo al caos, il capitano viene colpito a morte e il primo ufficiale muore quando la sua testa sbatte contro la closhe, spegnendo il pilota automatico. Weaver si libera e tenta di salvare l'ultimo maresciallo rimasto, ma fallisce quando Stubbs spara al maresciallo uccidendolo, dopo essere stato colpito a sua volta. Weaver sembra essere inorridito dal calvario, aumentando la fiducia dei passeggeri in lui. Con i piloti morti, Teri Halloran, un'assistente di volo, entra nella cabina di pilotaggio e scopre di essere l'unica rimasta in grado di impedire all'aereo di schiantarsi. A peggiorare le cose, l'aereo si sta dirigendo verso una tempesta che minaccia gravi turbolenze. Il comportamento di Weaver diventa sempre più irregolare poiché è paranoico di essere condannato a morte all'atterraggio e occasionalmente soffre di esaurimenti nervosi. Intrappola i passeggeri nella cabina e uccide Maggie. Infatti si scopre che Ryan è veramente un serial killer visto che negli ultimi anni ci furono omicidi parte sua. Chiama Hines che è all'aeroporto di Los Angeles, minacciandolo di far schiantare l'aereo poiché ora è disposto a fare qualsiasi cosa per evitare di essere arrestato. Le sue motivazioni erano diventate chiare a Teri dopo aver parlato, tramite la radio dell'aereo, con Hines. Teri deve essere istruita via radio dal Capitano Samuel Bowen, un pilota del volo TowerAir 91, su come riprogrammare il pilota automatico per atterrare all'aeroporto, ma il suo compito è complicato dalle oscene e continue interruzioni di Weaver. Dopo aver superato la tempesta, Weaver irrompe nell'hangar dell'avionica e distrugge il server che esegue il software principale dell'autopilota, rendendo fallito il primo tentativo di atterraggio e forzando una riattaccata all'ultimo secondo. Sfiora un ristorante giapponese sul tetto e un parcheggio a più piani, ma riacquista l'aria. Il carrello di atterraggio dell'aereo raccoglie un pick-up Ford Ranger, che ostacola il successivo atterraggio. Il pilota automatico di riserva è ora attivato e Teri si sforza di invertire la rotta dell'aereo. L'agente del FBI, Frank Sinclair, invia un F-14 Tomcat per intercettare l'aereo. Teri insiste di non abbattere l'aereo perché può riuscire a farlo atterrare all'aeroporto, ma Ryan entra nella cabina e cerca di uccidere Teri con un'ascia. Nel frattempo il caccia distrugge il pick-up, facendo scuotere l'aereo e Teri ha l'opportunità di combatterlo. Prende la pistola di uno dei poliziotti e finalmente uccide Weaver. Grazie agli istruzioni di Bowen, Teri riesce a far atterrare l'aereo col pilota automatico. Anche se Weaver ritiene che ha ucciso tutti, i passeggeri e l'equipaggio sono ancora vivi.

## Produzione
La sceneggiatura fu comprata da Rysher Entertainment per un milione di dollari. La produzione iniziò nel maggio del 1995. Le riprese del film si svolsero dal 13 febbraio 1996 al 17 maggio 1996. Il regista ha avuto l'opportunita di avere un modello realistico del Boeing 747 con appositi gimbal per simulare vere turbolenze. Il film faceva parte di un accordo di distribuzione di quattro film tra Rysher e MGM.

## Colonna sonora
La colonna sonora fu realizzata da Shirley Walker. Nel 1996 fu rilasciato un CD promozionale, con le tracce non in ordine cronologico ed incompleta. Il 16 luglio 2013 La-La-Land Records ha rilasciato la colonna sonora completa:
1. Carol O' The Bells/Christmas Shopping/I'm Innocent – 3:44 – Solo la prima parte è inclusa nel CD promozionale
2. F.A.A 214 – 2:45 – Non incluso nel CD promozionale
3. The Take-Off – 2:45
4. Storm Clouds/Marty's Mistake – 1:15 – Non incluso nel CD promozionale
5. Stubbs' Attack/Gunfire on Board – 4:24 – La prima parte dura 2:22 minuti, mentre la seconda parte dura 1:59 minuti
6. Ryan Saves Teri/No Pulse – 2:58 – Non incluso nel CD promozionale
7. Ident Switch – 5:15 – Nel CD del 1997, la traccia era incompleta
8. Maggie Confronts Ryan/Nobody – 3:09 – La traccia "Nobody" non era inclusa nel CD promozionale
9. Level Six/Last Breath – 3:33 – La canzone "Level Six" non era inclusa nel CD promozionale
10. Don't Trust Him, Teri/Teri Looks for Maggie – 6:16 – La prima parte dura 2:34 minuti, mentre la seconda parte dura 2:49 minuti
11. Getting Acquainted – 3:41 – Non inclusa nel CD promozionale
12. Topsy Turvy – 2:53
13. Teri Says No – 2:20
14. Buffalo Gals/Ryan's Left Foot – 3:45 – Non inclusa nel CD promozionale
15. Auto Pilot Landing – 4:09 – Non inclusa nel CD promozionale
16. The Next Sound You Hear – 1:07
17. 747 Flyby – 2:00 – Nel CD promozionale si chiamava Fly-By/Extra Luggage
18. Fighter Escort – 3:15 – Non inclusa nel CD promozionale
19. Here's Johnny – 3:09
20. The Landing/Welcome Home, Teri – 5:25 – La prima parte dura 2:51 minuti, mentre la seconda parte dura 2:01 minuti
21. End Credits (extended film version) – 4:37 – Nel CD promozionale la traccia durava 0:49 secondi
22. End Credits (Shirley Walker suite) – 5:16 – bonus track nell'edizione La-La Land Records

## Accoglienza

### Incassi
Turbulence ha incassato 11 milioni di dollari a livello nazionale con un budget di 55 milioni di dollari

### Critica
Il film fu accolto negativamente dalla critica. Su Rotten Tomatoes gli ha assegnato un punteggio di approvazione del 16% con tre recensioni positive e 16 negative su 19 recensioni; la valutazione media è stata di 3,8 su 10.

## Sequel
Nonostante le critiche e il fallimento al botteghino, il film ha avuto successo nel mercato home video diventando così una trilogia con due sequel direct-to-video, ognuno con un cast diverso:
- Turbolence 2 (Turbulence 2: Fear of flying), 1999
- Turbulence 3: Heavy Metal, 2001

## Slogan promozionali
- «Can You Survive The Ride?.»
  - «Riuscirai a sopravvivere alla corsa?»
- «Fear is in the air.»
  - «La paura é nell'aria.»
- «It's a killer ride.»
  - «E un viaggio da killer.»